# Fokker D.XXI
Fokker D.XXI je bilo nizozemsko lovsko letalo druge svetovne vojne. Dokaj uspešno so ga uporabljali na Finskem, kjer je ostal v oborožitvi tja do 1943 leta.

## Začetek proizvodnje
Letalo je bilo izdelano tik pred drugo svetovno vojno, a je bilo že ob nastanku zastarelo in praktično neuporabno. Naročnik projekta je bila Nizozemska vzhodnoindijska družba, a je le-ta tik pred prvim poletom letala odpovedala naročilo. Tako je letalo v svoje enote vzela vojska. Kasneje so ga prodali še na Finsko in Dansko. V načrtu so imeli izdelati posodobljeno verzijo letala, ki bi imelo uvlačljivo podvozje, a je to preprečila nemška okupacija. 

## Uspehi letala
Letalo je bilo izdelano iz s platnom prekritega aluminijastega ogrodja in je imelo fiksno podvozje. Bilo pa je okretno in za tisti čas dokaj dobro oboroženo, a skoraj neoklepljeno. V Zimski vojni se je letalo odlično odrezalo proti približno enako slabim sovjetskim lovcem. Nekoliko slabše pa so se ti lovci odrezali v nizozemski službi, kjer so jih mnogo sodobnejša nemška letala relativno lahko premagovala. Letalo je bilo v tej bitki uspešno le v boju z nemškimi bombniki, predvsem s štukami.